# Херштаттский риск
Херштаттский риск (англ. herstatt risk) — рыночный риск, связанный с расчётами на рынке FOREX. 
Данный вид финансового риска получил своё название от названия немецкого банка Bankhaus Herstatt, совершавшего операции на валютном рынке. Органы надзора за деятельностью банковской системы Германии после обеда 26 июня 1974 года закрыли этот банк. На момент закрытия банк имел неурегулированных расчётов по валютным сделкам на 200 млн. долларов США. Закрытие банка и прекращение операций вызвало цепочку неплатежей.  Через три дня «эффект домино» докатился до Соединенных Штатов Америки, в результате чего оборот платёжной системы в Нью-Йорке снизился на 60 процентов. С тех пор рыночный риск, связанный с расчетами на FOREX, получил название «херштаттский риск» (herstatt risk).

## Природа расчётного риска на валютном рынке
Херштаттский риск связан прежде всего с несовпадением во времени платежей на валютном рынке. Как правило, продолжительность расчетов на FOREX составляет от одного до двух рабочих дней. До тех пор, пока сделка не закончится в течение этого срока банк остается в полном неведении о результатах исполнения сделки. Крупнейшие платёжные системы различных стран находятся в разных временных поясах и поэтому не могут проводить одновременно дебетовые и кредитовые операции.
Риск расчётов на валютном рынке имеет две составляющие: риск ликвидности и кредитный риск. Первая составляющая связана с несвоевременным выполнением обязательств (что может привести к проблемам с ликвидностью у дилера), а вторая составляющая – с неисполнением обязательств по сделке.
Банкротство Bankhaus Herstatt было единственным случаем в мире, когда проблемы одного финансового учреждения повлекли за собой столь обширные последствия для работы платёжных систем в мире, хотя аналогичные случаи происходили и ранее. Например, ряд подобных случаев произошел в 1990-х годах, но по своим масштабам они были несравненно меньше. В частности, в феврале 1990 года банкротство Drexel Burnham Lambert Trading, дочерней компании Drexel Burnham Lambert Group, вызвало цепочку неплатежей на FOREX и рынке золота. В июле 1991 года ликвидация BCCI привела на валютном рынке к потерям японских и британских контрагентов. Наконец, крах банка Baring Brothers в феврале 1995 года вызвал сбои в работе европейских клиринговых систем.
История с Bankhaus Herstatt показывает, что херштаттский риск способен подорвать стабильность финансовой системы. Не в последнюю очередь это объясняется большим объёмом операций, проводимых через платежные системы. Например, ежедневный оборот британских платежных систем достигает почти половины ВВП Великобритании.